# 紫堇叶岩荠
紫堇叶岩荠（学名：Cochlearia fumarioides）为十字花科岩荠属下的一个种。

## 扩展阅读
- 維基物種上的相關：紫堇叶岩荠